# 鄭燦敏
鄭燦敏（：／ Jeong Chan-min，1958年7月2日—），大韓民國保守派政治人物，現任第21屆國會議員。